# NGC 7341
NGC 7341 (другие обозначения — PGC 69412, ESO 534-11, MCG -4-53-27) — галактика в созвездии Водолей.
Этот объект входит в число перечисленных в оригинальной редакции «Нового общего каталога».